# Club Dates/Rolling Stones Tour
Club Dates/Rolling Stones Tour – wspólna trasa koncertowa AC/DC i The Rolling Stones, obejmuje osiem koncertów.

## Program koncertów

### Koncerty AC/DC z Rolling Stonesami
1. "Hell Ain't A Bad Place To Be"
2. "Back In Black"
3. "Dirty Deeds Done Dirt Cheap"
4. "Thunderstruck"
5. "If You Want Blood (You've Got It)"
6. "Hells Bells"
7. "Bad Boy Boogie"
8. "The Jack"
9. "T.N.T."
10. "Highway To Hell"
11. "Whole Lotta Rosie"
12. "You Shook Me All Night Long"
13. "Rock'N'Roll Damnation" (pominięte 13 czerwca)
14. "For Those About to Rock (We Salute You)" (pominięte 30 lipca)

### Koncerty AC/DC bez Rolling Stonesów
1. "Hell Ain't A Bad Place To Be"
2. "Back In Black"
3. "Stiff Upper Lip"
4. "Gone Shootin" (pominięte 30 czerwca; w jego miejscu zagrano "Shoot To Thrill")
5. "Thunderstruck"
6. "Rock'N'Roll Damnation"
7. "What's Next To The Moon"
8. "Hard as a Rock"
9. "Bad Boy Boogie"
10. "The Jack"
11. "If You Want Blood (You've Got It)"
12. "Hells Bells"
13. "Dirty Deeds Done Dirt Cheap"
14. "Rock And Roll Noise Pollution"
15. "T.N.T"
16. "Highway To Hell"
17. "Whole Lotta Rosie"
18. "You Shook Me All Night Long" (pominięte 17 czerwca)
19. "Let There Be Rock" (pominięte 11 marca)
20. "For Those About to Rock (We Salute You)" (pominięte 11 marca)

## Lista koncertów
1. 11 marca 2003 - New York City, Nowy Jork, USA - Roseland Ballroom (bez Rolling Stones)
2. 9 czerwca 2003 - Berlin, Niemcy - Columbiahalle (bez Rolling Stones)
3. 13 czerwca 2003 - Oberhausen, Niemcy - O.Vision Zukunftspark (z Rolling Stones)
4. 17 czerwca 2003 - Monachium, Niemcy - Cirkus Krone (bez Rolling Stones)
5. 20 czerwca 2003 - Lipsk, Niemcy - Festwiese (z Rolling Stones)
6. 22 czerwca 2003 - Hockenheim, Niemcy - Hockenheimrig (z Rolling Stones)
7. 30 lipca 2003 - Toronto, Kanada - Downsview Park (z Rolling Stones)
8. 21 października 2003 - Londyn, Anglia - Carling Apollo Hammersmith (bez Rolling Stones)